# Minutanemertes schifkoi
Minutanemertes schifkoi är en djurart som tillhör fylumet slemmaskar, och som beskrevs av Senz 1996. Minutanemertes schifkoi ingår i släktet Minutanemertes och familjen Tetrastemmatidae. Inga underarter finns listade i Catalogue of Life.